# خيسوس خيمينيز
خيسوس خيمينيز (بالإسبانية: Jesús Jiménez)‏ (4 يونيو 1984 بغوادالاخارا في المكسيك - ) هو ملاكم مكسيكي، صنّف ضمن فئة وزن الذبابة.

## روابط خارجية
- خيسوس خيمينيز على موقع بوكس ريك (الإنجليزية) (registration required)